# ناراممالا
ناراممالا (به لاتین: Narammala) یک منطقهٔ مسکونی در سری‌لانکا است که در ناحیه کورونیگالا واقع شده‌است.